# Cerasus tschonoskii
Cerasus tschonoskii là loài thực vật có hoa trong họ Hoa hồng. Loài này được (Koehne) H. Ohba mô tả khoa học đầu tiên năm 1992.